# Rušilna krogla
Rušila krogla je težka jeklena krogla, ki se uporablja za rušenje zgradb. Rušilna krogla je po navadi nameščena na kabli visokega dvigala. 
Teža krogle je 450 - 5400 kilogramov. Rušilne krogle so bile popularne v 1950-ih in 1960-ih, v zadnjem času so jih večinoma nadomestili bolj praktični rušilni eksplozivi. 